# 貪食短稚鱈
貪食短稚鱈，為輻鰭魚綱鱈形目稚鱈科的其中一種，分布於西太平洋新喀里多尼亞海域，為亞熱帶海水魚，深度425-790公尺，體長可達17.3公分，棲息在底中層水域，生活習性不明。